# Pó-síkság
A Pó-síkság, más néven Pó-völgy vagy Pó-alföld (olaszul: Pianura padana, Val Padana, vagy Bassopiano padano, lombardul: Pianüra Padana) Észak-Olaszország legértékesebb, leggazdagabb mezőgazdasági területe. Európa legnagyobb kiterjedésű síkságai közé tartozik, területe 47.820 km².
A Pó folyó vízgyűjtő területe, a Nyugati-Alpoktól húzódik keletre az Adriai-tengerig, kb. 650 km hosszan. Gyakran Veneto és Friuli síkságait is a térséghez sorolják, mert – bár ezeknek a vízfolyásai nem a Póba, hanem közvetlenül az Adriába ömlenek –, összefüggő földrajzi egységet alkotnak a Pó-síksággal.
A síkság olasz neve a Pó latin elnevezéséből, a Padus-ból jön.

## Vízrajza és domborzata

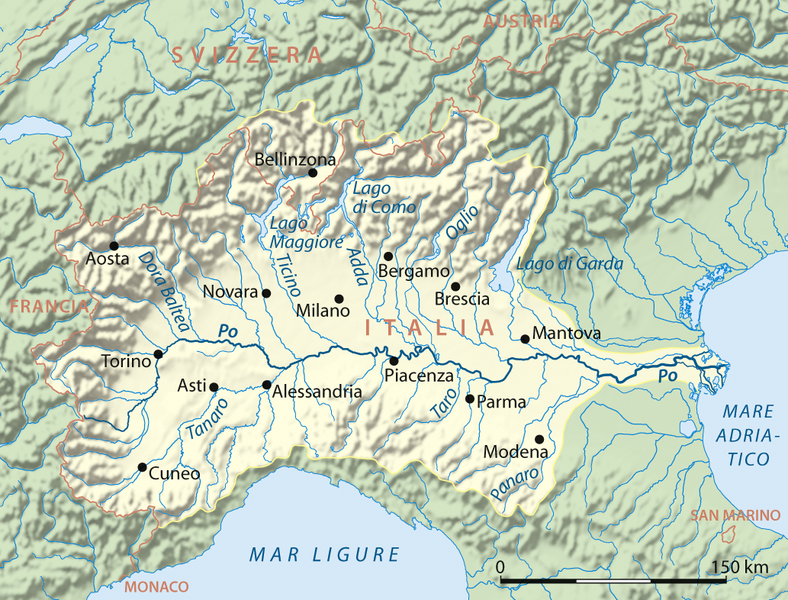
A Pó vízgyűjtő területe

A völgy Piemonte régióban (a folyó felső szakaszánál) kb. 2100 tengerszint fölötti magasságról indul, és kelet felé fokozatosan csökken, egészen a tengerszint alatti magasságig (a Ferrara környéki deltában). Lombardia, Emilia-Romagna és Veneto régiókon is áthalad. Számos vízfolyás torkollik a Póba útközben, mind északról, az Alpokból (Dora Riparia, Dora Baltea, Sesia, Ticino, Adda, Oglio és Mincio), mind pedig délről, az Appenninekből (Tanaro, Scrivia, Trebbia, Panaro és Secchia).
Egy elterjedt feltételezés szerint a Po-síkság egy szinklinális hajlás lehet. Mindenesetre egy vályú alakú képződmény, középen a folyók hordaléka által feltöltött sík területtel, szélein pedig dombvidékkel. A síkságot gyakran két részre osztják: a magasabban fekvő nyugati, és az alacsonyabban fekvő keleti részre. A nyugati részen a talaj homokos-kavicsos, gyorsan átfolyik rajta a csapadék, ezért ez a terület kevésbé alkalmas mezőgazdasági művelésre. A víz egyébként, amely eltűnik a föld alatt, később források formájában bukkan újra elő. A keleti részen egy bőven öntözött és rendkívül termékeny síkságot találunk. Ezt a részt valaha dús erdő borította, míg a nyugati, szárazabb vidék hajdan fenyéres síkság volt.
Az Pó és mellékfolyói nem alkalmasak ivóvíznek, erős szennyezettségük miatt, és mert vizük megtisztítása igen költséges. Alkalmasak azonban vízenergia előállítására, öntözésre, és vízi szállításra. Tiszta ivóvizet a síkságon található több ezer forrásból nyernek, amelyek főleg a fontanili vidéken koncentrálódnak. Emiatt a legtöbb település is fontanili vidékén található.

## Éghajlata
A Pó-síkság éghajlata – az Olaszország nagy részére jellemző mediterrán éghajlattal szemben – a hidegebb területeken enyhe kontinentális, a melegebbeken nedves szubtrópusi. (A Köppen-féle éghajlati osztályozás szerint Cfb, illetve Cfa.) A cuneói és a milánói meteorológiai állomások mérései alapján a legalacsonyabb téli középhőmérséklet 0 és 4°C között, a legmagasabb nyári középhőmérséklet 25 és 30°C között alakul . Mind a nyár, mind a tél szélsőségesebb a Pó-delta vidékén, míg a nagy tavak moderálják a környékükön az időjárás szélsőségeit.
A tavasz és az ősz jól megkülönböztethető évszakok a síkságon, éghajlatuk kellemes. A csapadék legnagyobb része a tavaszi és őszi hónapokban esik, bár párás, meleg nyári napokon is gyakran előfordulnak záporok, főleg a Pótól északra fekvő területeken. Nyáron párás, meleg levegő jellemzi a síkságot. Szubtrópusi anticiklon megjelenésekor a legmagasabb hőmérséklet 38°C-ot, néha ennél magasabb értéket is elérhet. A fülledt időben csak egy-egy zápor és alkalmankénti jégeső ad ideiglenes megkönnyebbülést. Időnként szélviharok is előfordulnak.
Téli éjszakákon gyakran fagypont alá süllyed a hőmérséklet, de az ritkaságszámba megy, hogy egész nap alatta is maradjon. Ilyenkor a szélcsendes napokon megül a síkságon a párás, hideg levegő. Szárazabb, de szintén hideg levegőt eredményez az északkeleti irányból fújó bóra, és a Rodano-völgy felől érkező északnyugati szél. Különösen a sarkvidék felől jövő bóra szokott nagy hideget és havat hozni. Időnként keleti irányból az oroszországi eredetű burán is betör a medencébe, jeges széllökésekkel, szintén gyakori hóeséssel. Az Alpok lábainál viszont rendszeresen a száraz és melegebb főn bukik át a hegyeken, le a síkságra - Piemonte régióban nyugat-északnyugatról, Lombardia régióban északról. Ez tiszta, napsütéses és enyhe napokat eredményez, amikor is a páratartalom akár 10% alá süllyedhet. Amint azonban a főn alábbhagy és derült az égbolt, a hőmérséklet 10°C-ot is süllyedhet 3-5 órán belül.
A síkságra azonban jellemzőbbek a szélcsendes, mint a szeles napok, a síkság elzártsága miatt (mivel három irányból hegyek veszik körül). Ez, valamint a síkság rendkívül sűrűn lakott volta (háromból egy olasz állampolgár itt lakik) hozzájárulnak ahhoz, hogy a Pó-síkság Európa egyik legszennyezettebb levegőjű területe.

## Fordítás
- Ez a szócikk részben vagy egészben  a   Pianura padana című olasz Wikipédia-szócikk ezen változatának fordításán alapul.  Az eredeti cikk szerkesztőit annak laptörténete sorolja fel. Ez a jelzés csupán a megfogalmazás eredetét és a szerzői jogokat jelzi, nem szolgál a cikkben szereplő információk forrásmegjelöléseként.
- Ez a szócikk részben vagy egészben  a   Po Valley című angol Wikipédia-szócikk ezen változatának fordításán alapul.  Az eredeti cikk szerkesztőit annak laptörténete sorolja fel. Ez a jelzés csupán a megfogalmazás eredetét és a szerzői jogokat jelzi, nem szolgál a cikkben szereplő információk forrásmegjelöléseként.